# Hárshegy vasútállomás
A Hárshegy vasútállomás a Széchenyi-hegyi Gyermekvasút egyik állomása. Nevét Budapest környező, Hárshegy nevű városrészéről kapta.
Az állomás a Gyermekvasút harmadik szakaszában található, 294 méter magasan. Alatta Hűvösvölgy terül el. Kétvágányú, forgalmi irodával és egy bezárt váróteremmel rendelkezik. Az állomáson gáz, vezetékes víz és csatorna nincs. Főként forgalmi szempontból fontos, utasforgalma kicsi.

## Megközelítés
A Nagykovácsi úttól gyalog meredeken felfelé haladva lehet ide eljutni. Ez az út gyorsabb, mint a vasút, mert a vonatnak még hosszú hajtűkanyart kell bevennie a fordulóalagútban. Az állomás Szépjuhászné felőli bejáratánál a sínek alatt út (szánkópálya) halad el, ezen felfelé haladva a Kis-Hárs-hegyre, illetve Nagy-Hárs-hegy oldalában nyíló Bátori-barlanghoz is el lehet jutni. Utóbbitól alig 300 méterre emelkedik a Kaán Károly-kilátó, a Nagy-Hárs-hegy tetején, ahonnan aztán egy másik útvonalon Szépjuhászné állomáshoz ereszkedhetünk le. Ha a szánkópályán lefelé indulunk, a Hűvösvölgyi út közelébe érkezünk.

## Környező pályaszakaszok
A Szépjuhászné felőli szakaszon volt régen Kis-Hárs-hegy megállóhely, illetve a Hűvösvölgy felőli szakaszon, az alagút után építéskor elvetették Nagyrét megállóhelyet.
Itt van a vasútvonal egyetlen olyan pontja, ahonnan szép kilátás nyílik Budapestre. Hűvösvölgy irányában a 198 méter hosszú alagúton halad át a vonat, majd viadukton megy át a Nagykovácsi út fölött.